# Marcomannia

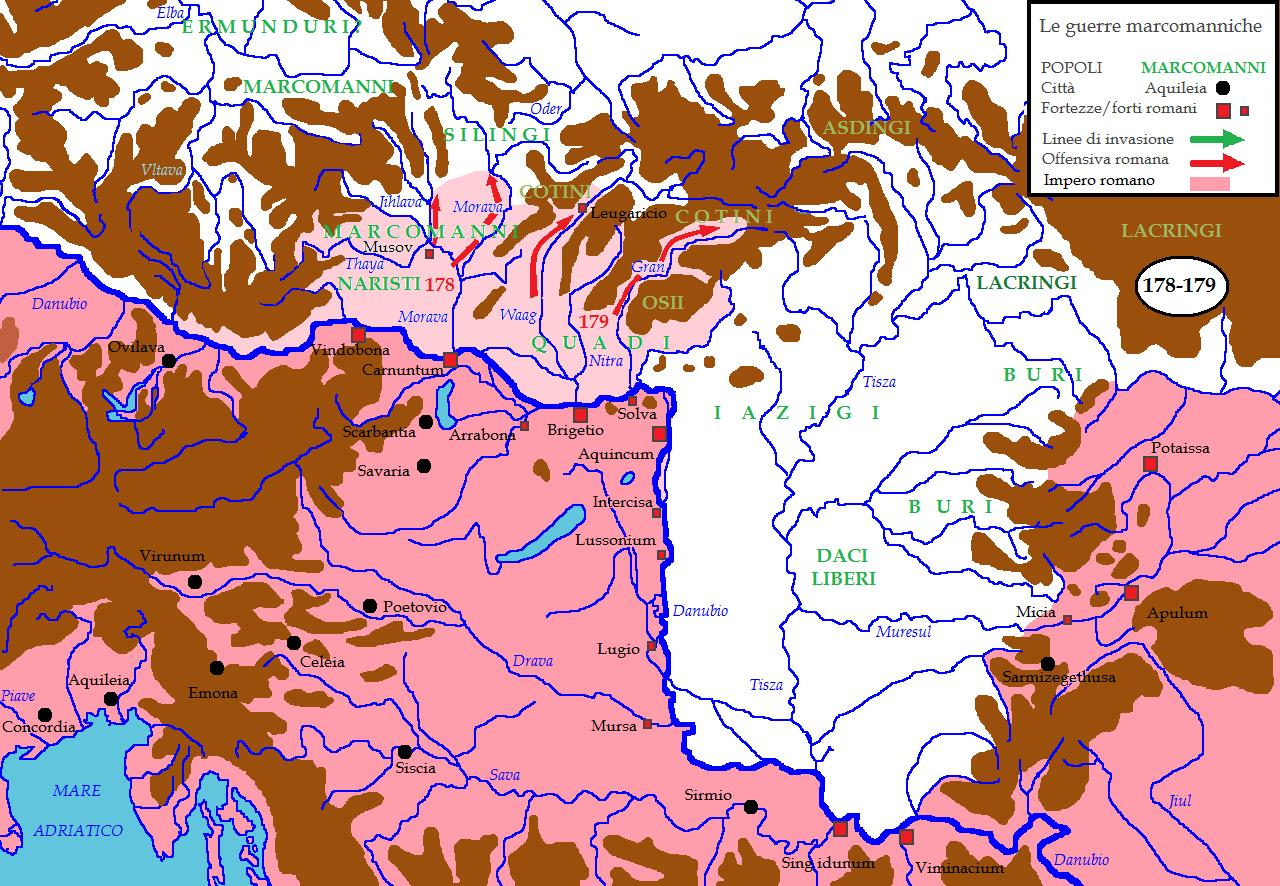
El área rosa al norte del Danubio fue temporalmente ocupado por los romanos en 178–179 d. C., con intención de ser la base para la nueva provincia de Marcomannia

Marcomannia fue una provincia del imperio romano que el emperador Marco Aurelio planeaba establecer en el territorio al norte del Danubio (actuales Eslovaquia occidental y Moravia, República Checa oriental). La zona era habitada por las tribus germánicas de los marcomanos y cuados, parte de los cuales fueron conquistados por los romanos entre 174 d. C. y 180 d. C, y de los que deriva el nombre. 
Desde época de Augusto, los romanos habían ocupado sólo una delgada franja de la margen derecha del Danubio y una parte muy pequeña de la actual Eslovaquia suroccidental (Celemantia, Gerulata, Devín). La mayoría de la zona de las futuras República Checa y Eslovaquia quedaron en manos de tribus germánicas bajo cierto grado de contacto e influencia romana. Tiberio quiso conquistar toda Germania hasta el río Elba y en 6 d. C. envió una expedición militar desde el fuerte de Carnuntum al actual Mušov (Moravia) pero debió suspender la conquista debido a una revuelta en Panonia.
Sólo tras 174 d. C. pudo el emperador Marco Aurelio alcanzar durante las guerras marcomanas los valles de los ríos Váh, Nitra y Hron, cuyas cuencas cubren la actual Eslovaquia y donde se han hallado restos de campamentos de marcha como Laugaricio. Los descubrimientos arqueológicos también incluyen restos romanos en el entorno de Brno y otras ubicaciones en el nordeste de Moravia: tres campamentos romanos provisionales situados en la región conocida como Puerta de Moravia (Olomouc-Neředín, Hulín-Pravčice, Osek). Los pequeños fuertes romanos de Zavod y Suchohrad en el río Morava muestran intención de penetrar hacia el norte a Bohemia y la cuenca del río Óder en el sur de la actual Polonia.
Los sucesores de Marco Aurelio abandonaron los proyectos de conquista directa, pero – con la excepción de Valentiniano I – mantuvieron una relación relativamente amistosa con las tribus de la zona. Los marcomanos y cuados sufrieron así un proceso de romanización y el área quedó integrada en la esfera cultural romana durante los dos siglos siguientes. De hecho, la romanización alcanzó su cénit durante el periodo romano tardío (siglos III y IV). De ese periodo relativamente pacífico datan muchos edificios (probablemente residencias de aristócratas locales) con abundante evidencia de comercio con la civilización romana encontrados en el territorio de la Eslovaquia suroccidental (Bratislava - Dúbravka, Cífer - Pác, Veľký Kýr). Los romanos de finales del siglo IV fueron capaces de exportar el cristianismo al área: la población germánica de los marcomanos se convirtió cuándo Fritigil, su reina, oyó hablar a un viajero sobre San Ambrosio de Milán.
Unos cuantos años más tarde Atila devastó el área, empezando las migraciones de masa que destruyeron el Imperio Romano Occidental. El área comenzó a ser ocupada por tribus eslavas. De hecho, la primera fuente escrita que sugiere que las tribus eslavas que dan su nombre actual a Eslovaquia los vincula a la migración de los hérulos germánicos del Danubio Medio hacia Escandinavia en 512.

## Contexto

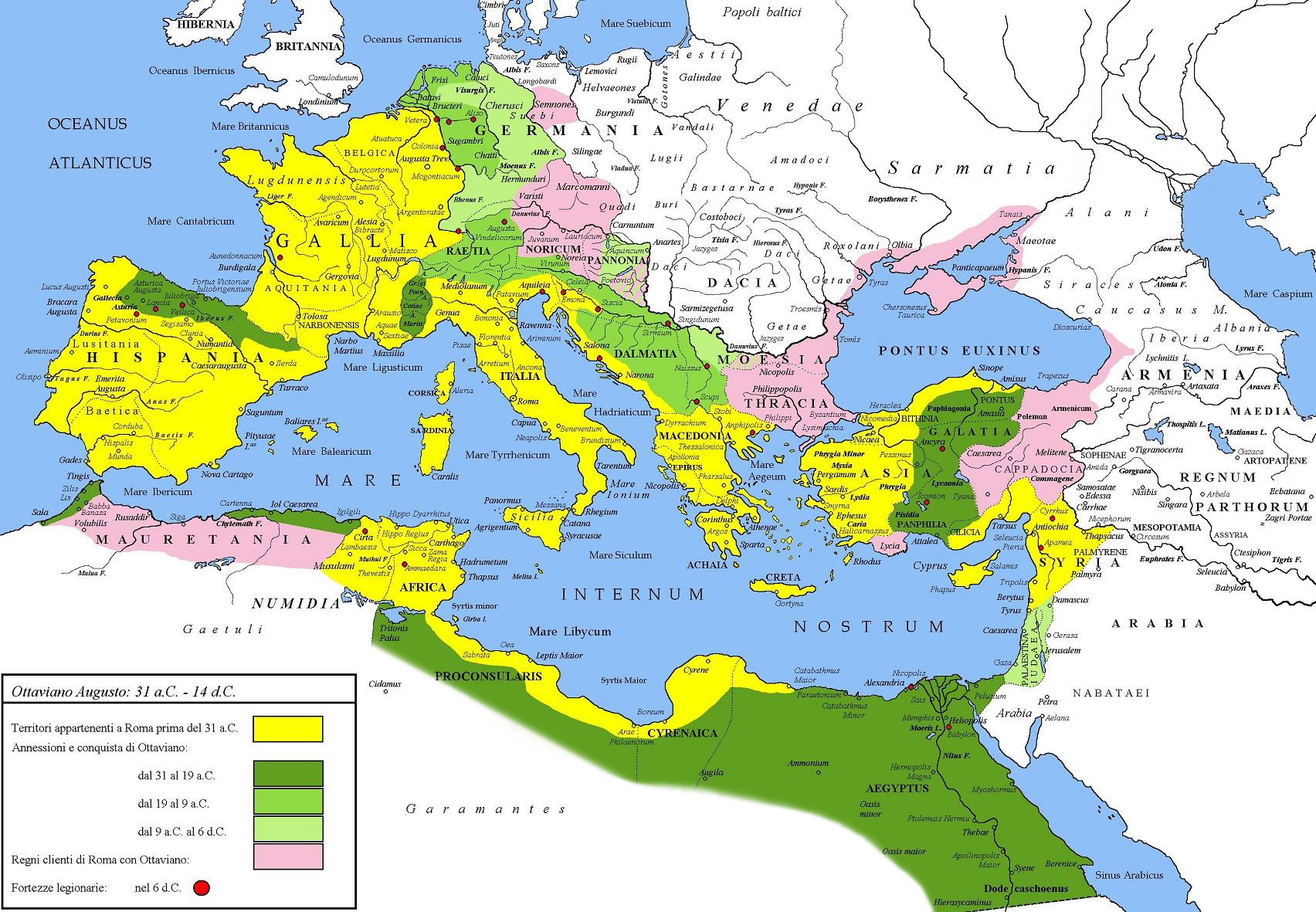
Extensión del Imperio Romano durante el reinado de Augusto. En amarillo se representa la extensión de la República en 31 a. C., las tonalidades verdes representan los territorios conquistados gradualmente bajo el reinado de Augusto y las áreas rosas representan estados cliente.

Con el reinado de Augusto (27 a. C. - 14 d. C.) empezó el periodo apodado como Pax Romana o paz Romana. A pesar de las continuas guerras en las fronteras y una guerra civil por la sucesión imperial, el mundo mediterráneo quedó en paz por más de dos siglos. Augusto amplió el imperio dramáticamente, anexionando Egipto, Dalmacia, Panonia y Recia, expandiendo sus posesiones en África y completando la conquista de Hispania. Para finales de su reinado, los ejércitos de Augusto habían conquistado las regiones alpinas de Recia y Nórico (actuales Suiza, Baviera, Austria y Eslovenia), Iliria y Panonia (actuales Albania, Croacia, Hungría, Serbia, etc.).
Los romanos bajo Augusto ocuparon inicialmente sólo una delgada franja de la margen derecha del Danubio y una parte muy pequeña de la actual Eslovaquia suroccidental (Celemantia, Gerulata, Devín). Tiberio quiso conquistar toda Germania hasta el río Elba y en 6 d. C. envió una expedición militar desde el fuerte de Carnuntum al actual Mušov y más allá, pero debió parar la conquista debido a una revuelta en Panonia.
El Imperio romano en expansión estableció y mantuvo una serie de puestos en las riberas del Danubio. Los más grande fueron Carnuntum, cuyos restos se encuentran a mitad de la ruta principal entre Viena y Bratislava, y Brigetio (actual Szőny en la frontera húngaro-eslovaca). Los romanos establecieron un reino cliente cuado, tribu germánica de la zona, para mantener paz en el Danubio Medio. Los marcomanos eran la otra gran tribu germánica en la zona, de los que Tácito afirmó "eran los primeros en fuerza y renombre". Marbod, rey marcomano en el primer cuarto del siglo I d. C., fue un poderoso gobernante con un extenso imperio que cubría la actual Bohemia e incluía bajo su égida muchas tribus más pequeñas. Era plenamente independiente de Roma, si bien los marcomanos también terminarían siendo clientes romanos.
Los romanos construyeron fuertes en la provincia de Panonia, limítrofe con el territorio marcomano, desde comienzos del periodo flavio (69 d. C. - 96 d. C.). Estos incluyeron Arrabona y Brigetio, en la actual Hungría, y el fuerte de Gerulata. Este último fuerte, reconstruido varias veces antes de que terminara el siglo IV, es todavía visible en el pueblo de Rusovce al sur de Bratislava.

## Guerras marcomanas

### Ataques germánicos (166-171)
Panonia fue invadida a finales de 166 o comienzos de 167 por una fuerza de 6000 lombardos y ubios. Esta invasión fue rápidamente derrotada por las fuerzas romanas en la provincia. En el periodo posterior el gobernador militar de Panonia, Iallio Basso, inició negociaciones con once tribus representadas por el rey marcomano Ballomar, un cliente romano. En 168 los marcomanos y victualios cruzaron de nuevo el Danubio en dirección a Panonia, pero se retiraron tras movilizarse el ejército romano estacionado en Carnutum, prometiendo buena conducta a los romanos.
Una invasión mucho más seria tuvo lugar en 169, cuándo Ballomar formó una coalición de tribus germánicas para un nuevo cruce del Danubio y ganó una decisiva victoria sobre una fuerza de 20.000 soldados romanos cerca de Carnuntum. Ballomar dirigió entonces la parte más grande de su hueste hacia el sur hacia Italia, mientras el resto saqueaban Nórico. Los marcomanos arrasaron Opitergium (Oderzo) y sitiaron Aquilea. El ejército del prefecto del pretorio Furio Victorino intentó salvar la ciudad, pero fue vencido, muriendo su general. Los romanos se reorganizaron, trajeron tropas frescas y finalmente expulsaron de territorio romano a los invasores para finales de 171.

### Contraofensivas romanas (172-174)
Marco Aurelio empezó en respuesta una invasión en 172 d. C., cuándo los romanos cruzaron el Danubio hacia territorio marcomano. A pesar de que se conocen pocos detalles, los romanos tuvieron éxito, subyugando a los marcomanos y sus aliados, los variscos y los cotini. Después de la campaña de 172 Marco Aurelio y su hijo Cómodo adoptaron el título de "Germanicus" y las monedas imperiales fueron acuñadas con la inscripción "Germania subacta" (Alemania subyugada). Los marcomanos fueron sometido a un duro tratado.
En 173 d. C. los romanos hicieron campaña contra los cuados, que habían asistido a sus parientes marcomanos en contra de su tratado. Los cuados fueron también vencidos y subyugados. En 174 d. C. Marco Aurelio penetró hasta los valles de los río Váh, Nitra y Hron, donde se han hallado campamentos de marcha romanos como Laugaricio. En las márgenes del Hron escribió el emperador filósofo sus Meditaciones. Los pequeños fuertes romanos de Zavod y Suchohrad en el río Morava muestran una intención de penetrar hacia el norte de Bohemia-Moravia y la cuenca del río Óder (y quizás el sur de la actual Polonia).
En el mismo año, las legiones de Marco Aurelio marcharon otra vez contra los cuados. En respuesta, los cuados depusieron a su rey prorromano, Furtio, y coronaron en su lugar a su rival Ariogaeso. Marco Aurelio se negó a reconocer a Ariogaeso y después de capturarle le exilió a Alejandría. Para finales de 174, habían terminado las operaciones de sometimiento de los cuados.

### Rebelión de Avidio Casio 175-176

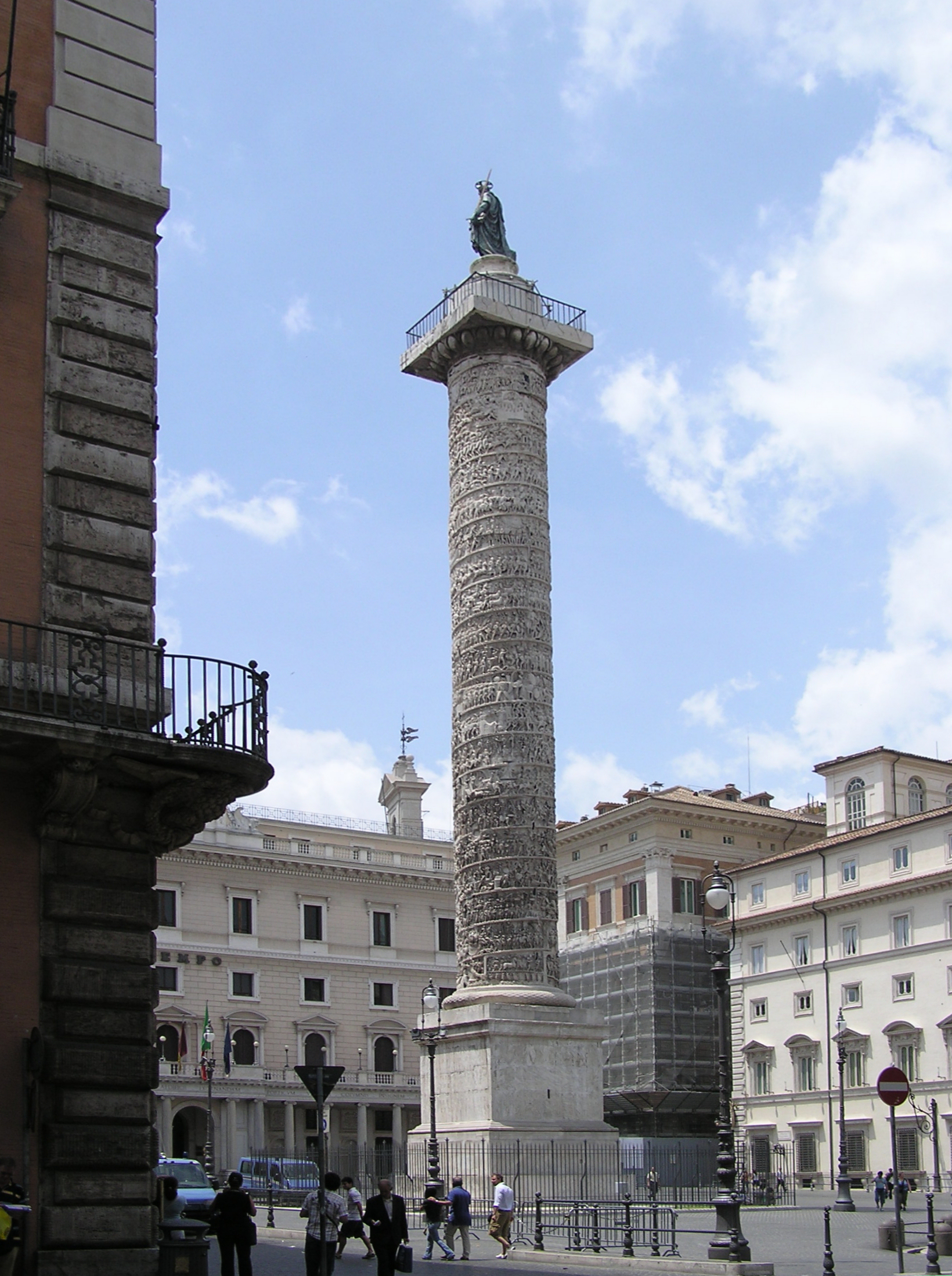
La Columna de Marco Aurelio en Piazza Colonna, Roma, conmemorando su victoriosa campaña contra los marcomanos, cuados y sármatas

Marco Aurelio puede haber pretendido hacer campaña contra las tribus restantes del área y establecer dos nuevas provincias romanas nuevas, Marcomannia y Sarmatia, pero sus planes fueron alterados por la rebelión de Avidio Casio en el Este. Marco Aurelio marchó hacia el este con su ejército, acompañado por destacamentos auxiliares de marcomanos, cuados y variscos bajo el mando de Marco Valerio Maximiano. Después de la suprimir la revuelta de Casio, el emperador regresó a Roma por primera vez en casi 8 años. El 23 de diciembre de 176 d. C. celebró un triunfo junto con su hijo Cómodo por sus victorias alemanas ("de Germanis" y "de Sarmatis"). En conmemoración de estas, erigió la columna aureliana a imitación de la columna de Trajano.

### Segunda campaña marcomana (177-180)
En 177 d. C. los cuados volvieron a rebelarse, siendo seguidos por sus vecinos marcomanos. Después de varios retrasos, Marco Aurelio volvió a partir al norte el 3 de agosto de 178 para empezar su segunda campaña germánica, demasiado tarde para que las acciones bélicas empezaran ese mismo año. Taruttieno Paterno recibió el mando supremo para la campaña de 179. El enemigo principal parece haberse sido los cuados, que fueron derrotados. El 17 de marzo de 180, el emperador murió en Vindobona (actual Viena), o quizás en Bononia en el Danubio, al norte de Sirmium. Probablemente muriera de peste. Su muerte tuvo lugar justo antes de la empezar la siguiente campaña, con el proyecto de crear las provincias de Marcomannia y Sarmatia cercano a cumplirse.

## Influencia romana posterior
Cuando Cómodo sucedió a Marco Aurelio mostró poco interés en continuar la guerra. Contra el consejo de sus generales, negoció un tratado de paz con los marcomanos y los cuados en el que apalabró retirarse al sur del limes del Danubio. Cómodo partió para Roma a finales de 180 d. C., celebrando un triunfo en la capital.
La romanización de la población bárbara continuó durante el periodo romano tardío (181-380 d. C.). Muchos edificios de estilo romano con abundante evidencia de comercio con la civilización romana (probablemente residencias de aristócratas cuados y, quizás, marcomanos de tendencias prorromanas) aparecieron en el territorio de la Eslovaquia suroccidental (Bratislava - Dúbravka, Cífer - Pác, Veľký Kýr) en el periodo relativamente pacífico de los siglos III y IV. La influencia romana puede ser también vista en baños, monedas, vasos y ánforas datados del este periodo.
Los romanos de finales del siglo IV fueron capaces de exportar el cristianismo al área: la población germánica de los marcomanos se convirtió cuándo Fritigil, su reina, conoció a un viajero cristiano del Imperio Romano poco antes 397 d. C. El viajero le habló de Ambrosio, el famoso obispo de Milán e impresionada por lo que oyó, la reina se convirtió al cristianismo y persuadió a su marido, poniéndose bajo protección romana. En las ruinas romanas del castillo de Devín se ha encontrado la iglesia cristiana más antigua conocida al norte del Danubio, probablemente construida a comienzos del siglo V.

## El fin de Marcomannia
En 373 d. C., estallaron nuevas hostilidades entre los romanos y los cuados debido a la construcción por parte de Valentiniano I de fortificaciones en territorio cuado. Los cuados protestaron y enviaron una embajada que fue ignorada por Equito, el magister armorum per Illyricum. Aun así, la construcción de estos fuertes se retrasó. Maximino, prefecto pretoriano de Galia, acordó con Equito poner a su hijo Marciliano a cargo de acabar el proyecto. Las protestas cuadas continuaron retrasando el proyecto y, en un acto de frustración, Marciliano asesinó al rey cuado Gabino en un banquete aparentemente organizado para negociaciones pacíficas. El asesinato levantó a los cuados en pie guerra. El emperador Valentiniano no tuvo noticia de estas crisis hasta finales de 374 d. C. En otoño el emperador cruzó el Danubio a la altura de Aquincum en dirección a territorio cuado y marcomano.
Después de que saquear las tierras de la actual Eslovaquia occidental casi sin oposición, Valentiniano se retiró a Savariaa pasar el invierno. En la primavera recomenzó la campaña, trasladándose de Savaria a Brigetio. Una vez llegó a dicha ciudad el 17 de noviembre, recibió una embajada cuada. A cambio de reclutas para el ejército romano, los cuados lograron ser dejados en paz. Sin embargo, los enviados cuados lograron una audiencia con Valentiniano e insistieron en que el conflicto había sido causado por la construcción de los fuertes romanos. Además, advirtieron de que bandas individuales de cuados podían desobedecer a los jefes y atacar a los romanos en cualquier momento. Esta actitud enfureció a Valentiniano I, que sufrió un infarto que acabó su vida.
En 434 Atila devastó el área, empezando las migraciones en masa que destruyeron el Imperio Romano Occidental. Más tarde el área empezó a ser ocupado por tribus eslavas. La primera fuente escrita que sugiere que las tribus eslavas se establecieron en lo que ahora es Eslovaquia los conecta con la migración de los hérulos germánicos del Danubio Medio hacia Escandinavia en 512. En ese año, según Procopio, los hérulos pasaron "a través de la tierra de los eslavos", probablemente la cuenca del río Morava. El agrupamiento de sitios arqueológicos en los valles de los ríos Morava, Váh y Hron también sugiere que los poblamientos eslavos más tempranos aparecieron en el territorio alrededor de 500 d. C. Dichos yacimientos se caracterizan por cerámica similar a la de la cultura Mogiłun del sur de Polonia y la cultura Korchak de Ucrania.

## Restos arqueológicos

### Laugaricio

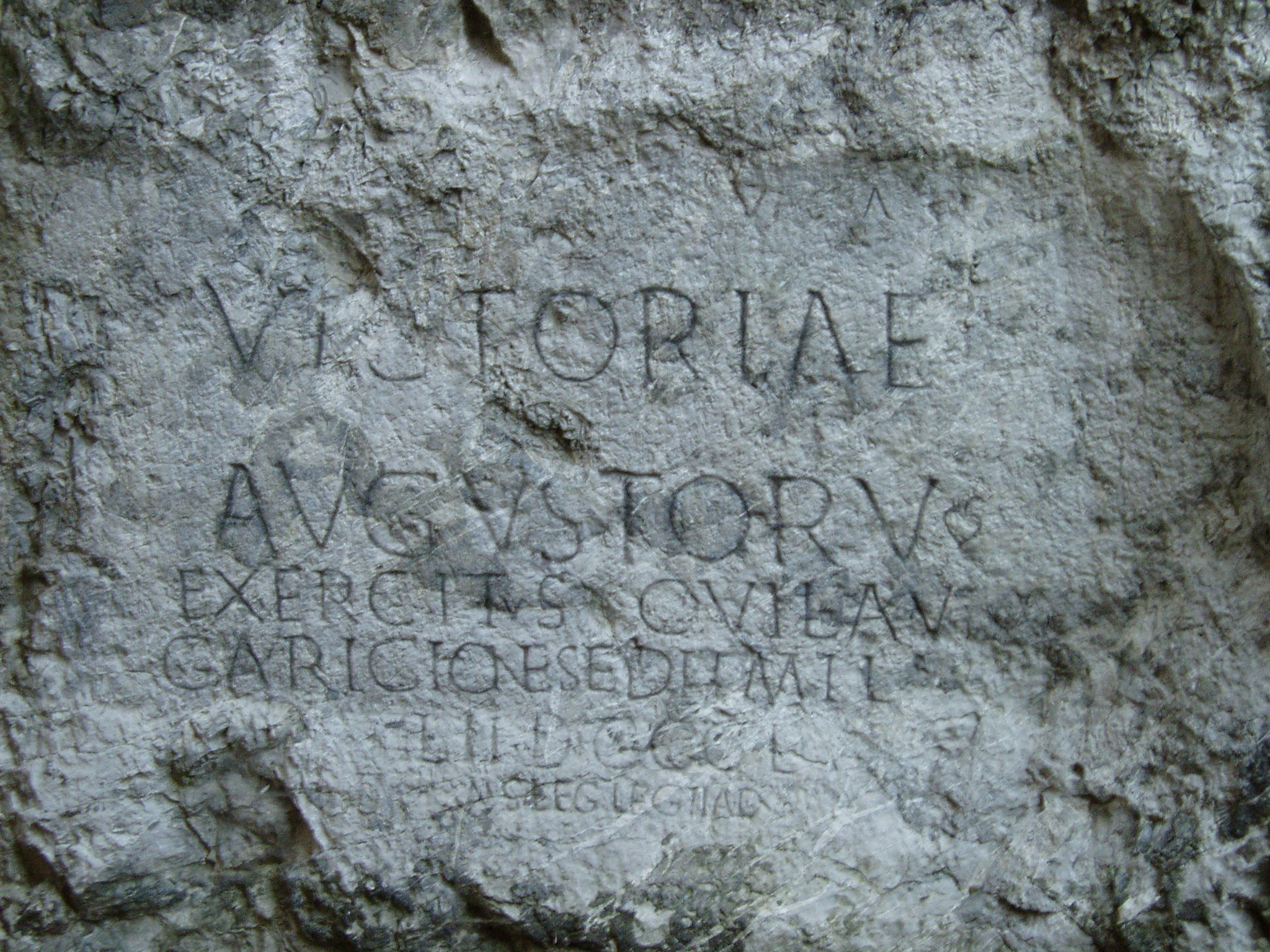
Inscripción romana en Laugaricio, campamento organizado por Marco Valerio Maximiano, en el cerro del castillo de Trenčín (178–179 d. C.)

El campamento de invierno de Laugaricio (actual Trenčín) se ubicó cerca de la línea más norteña de presencia romana, como parte de las limes Romanus. Fue el escenario de una batalla entre la Legio II Adiutrix y los cuados en 179 d. C. 
Los soldados de la Legio II Adiutrix grabaron una inscripción en las rocas de la parte baja de la fortaleza, luego usada como castillo en épocas posteriores, que reza: Victoriae Augustorum exercitus, qui Laugaricione sedit, mil(ites) l(egiones) II DCCCLV. (Maximi)anus leg(atus leg)ionis II Ad(iutricis) cur(avit) f(aciendum) (A la Victoria del ejército de los Augustos, estacionados en Laugaricio, 855 legionarios del II (dedicaron este monumento), por órdenes de Maximiano, legado de la Legión II auxiliar).

### Gerulata

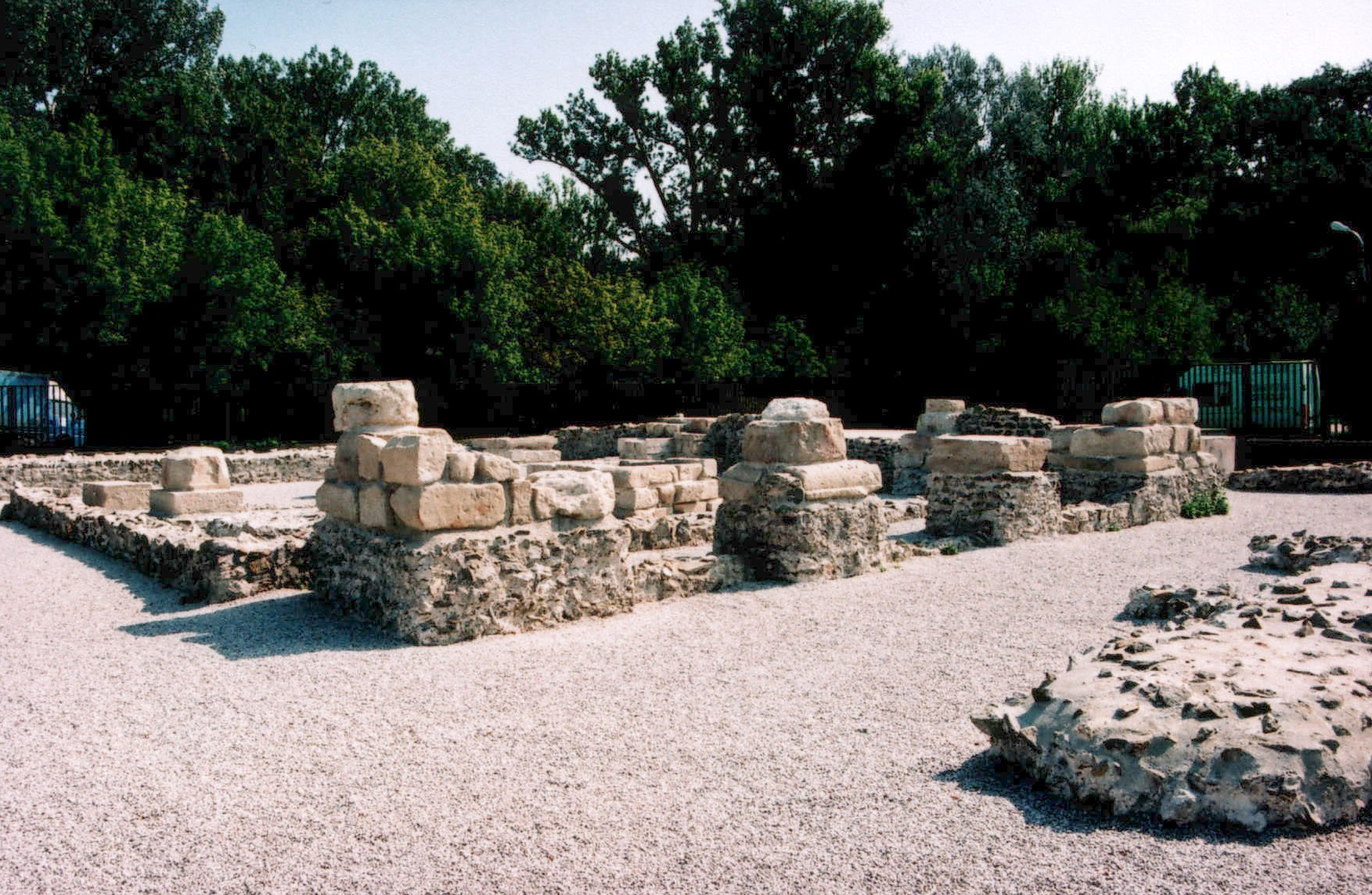
Ruinas de Gerulata

Gerulata fue un campamento militar romano en uso entre los siglos II a IV. Se encuentra cerca de la actual localidad de Rusovce, en la margen derecha del Danubio al del sur de Bratislava. El nombre probablemente deriva de un topónimo celta para la ubicación, que parece haber sido un vado sobre el río. El campamento fortificado fue establecido en el periodo flavio, construido por las legiones X, XIV y XV y se mantuvo en uso durante todo el periodo romano.
El sitio ha sido el foco de múltiples campañas arqueológicas. Los hallazgos incluyen altares votivos en roca y monumentos sepulcrales ricamente decorados con plantas y figuras. Se han encontrado numerosos artefactos militares, así como joyas decorativas, cierres y hebillas. Las joyas encontradas incluyen gemas, brazaletes, colgantes, anillos y amuletos. También se hallaron monedas incluyendo la secuencia completa de emperadores romanos con la salvedad de un intervalo a mediados del siglo III. También se han encontrado herramientas del día a día como hoces, tijeras, cinceles, llaves, pinzas, entre otros. Los soldados también dejaron fichas de juego y dados.
Los hallazgos reflejan la naturaleza cosmopolita del imperio Romano. Las tropas estacionadas aquí también libraron campañas en el bajo Rin y en África. Se han encontrado representaciones de los dioses romanos, etruscos y griegos, así como símbolos de cultos de Frigia, Siria, África y otros lugares. También hay rastros tempranos de cristianismo.

### Celemantia

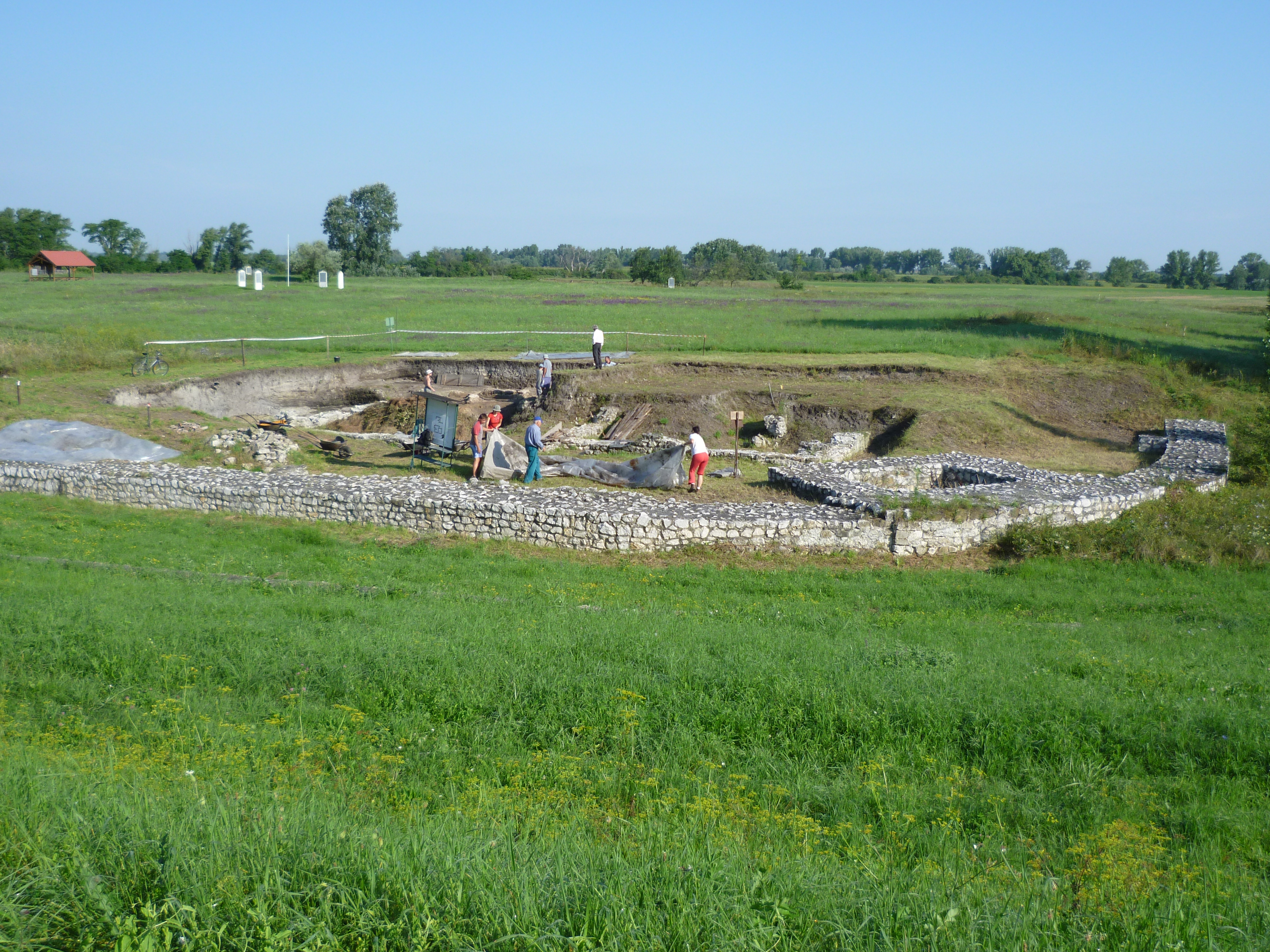
Ruinas romanas del fuerte de Celemantia

La fortaleza de Celemantia se encuentra en la actual localidad de Iža-Leányvár en la margen izquierda del Danubio, aguas abajo de Gerulata. Brigetio (actual Szőny), en la misma margen, fue un próspero centro urbano en Panonia, como evidencian los restos de templos, balnearios y villas con elaborados mosaicos, cerámica y artefactos de metal. Celementia fue un puesto puramente militar conectado con Brigetio por un puente de pontones que podía ser retirado en tiempos de guerra. Su construcción empezó en 171 d. C. bajo el reinado de Marco Aurelio. La fortaleza fue quemada en 179 por las tribus marcomanas y cuadas pero fue reedificada en piedra en la misma ubicación, perdurando desde entonces.
Celemantia era una fortaleza enorme, formando un cuadrado de aproximadamente 172 metros de lado con esquinas redondeadas. Los muros medían 2 metros de ancho y 5 metros de alto. El campamento tenía 20 torres con muros reforzados y dos torres guardando las puertas en el centro de cada lado. Los edificios del campamento incluyeron un cuartel, establos y almacenes según los diseños estándar del ejército romano. Los edificios principales fueron construidos de piedra pero la mayoría del campamento tenía solo cimientos de piedra mientras que las paredes eran de adobe y el techo de tejas. El campamento también tenía aljibes, pozos, cisternas y hornos. Celemantia sufrió una reforma significativa en el siglo IV.
Al final del cuarto siglo el campamento fue destruido y no fue reconstruido. Los cuados ocuparon las ruinas un tiempo antes de su abandono final en el siglo V. Los restos fueron utilizados después como cantera para construir la fortaleza de Komárno y otros edificios de dicha localidad. Los trabajos arqueológico exploratorios iniciales tuvieron lugar en 1906-1909, siendo continuados por proyectos esporádicos desde entonces. Además de los restos arquitectónicos se han hallado monedas y objetos de metal, una estatuilla de marfil de un actor cómico, fragmentos cerámicos, armas, joyas, herramientas y equipamiento. Las esculturas de piedra muestran la diversidad de creencias religiosas presentes en el mundo romano.

### Otras ubicaciones
- Uno de las primeras instalaciones militares romanas en el Danubio Medio es visible en el cerro de Devín, donde el Morava desemboca en el Danubio. Los restos pueden corresponder a una fortaleza pequeña o una torre fortificada.[17] En las ruinas se ha encontrado una cruz de hierro en una tumba que data del siglo IV, la muestra de cristianismo al norte del Danubio más antiguo conocida.[53]
- Los fuertes de Zavod y Suchohrad en el Morava muestran indica un intento de penetrar hacia el norte de Bohemia-Moravia y la cuenca del río Oder.[54][55]
- Un fuerte romano del periodo de las guerras marcomanas ha sido excavado cerca de Bratislava en Stupava. Los hallazgos incluyen documentos, cerámica, joyas, monedas, fragmentos de cerámica y herramientas.[56]
- Los últimos descubrimientos arqueológicos han localizado más recintos romanos en el entorno de Brno llevando a la conclusión de que el avance romanas desde Carnumtum podría haber llegado más allá al noreste de lo que se había pensado, hasta la región de la actual frontera polaco-eslovaca. De hecho, las excavaciones arqueológicas recientes y las prospecciones aéreas han mostrado ubicaciones en el nordeste de Moravia: tres campamentos romanos provisionales (posiblemente ligados al fuerte de Laugaricio) situados en la llamada Puerta de Moravia (Olomouc-Neředín, Hulín-Pravčice, Osek), de los cuales dos han sido parcialmente excavados.[57]